# Pentode

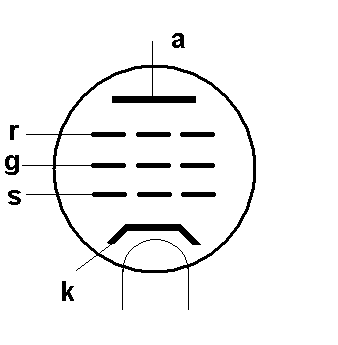
Schematische weergave van een pentode.
a=anode,
r=keerrooster,
g=schermrooster,
s=stuurrooster,
k=kathode

Een pentode is een elektronenbuis met vijf elektroden, een verdere verbetering van de triode met twee extra roosters waardoor de versterkereigenschappen verbeterd werden. Gilles Holst en Bernard Tellegen vonden de pentode uit in 1926 ter vervanging van de tetrode, die door secundaire emissie bij lage spanning kan oscilleren. Deze secundaire emissie ontstaat als de elektronenstroom geëmitteerd door de kathode en versneld door het schermrooster, met grote snelheid de anode treft en daaruit elektronen losmaakt. Om dit verschijnsel tegen te gaan, is in de pentode een derde rooster, het rem- of keerrooster, geplaatst tussen het schermrooster en de anode. Dit rooster wordt meestal op dezelfde potentiaal gehouden als de kathode (en is er vaak intern mee verbonden), zodat de secundaire elektronen afgeremd worden en terugkeren naar de anode.
De pentode werd vooral gebruikt in eindversterkerschakelingen, maar vanwege zijn grote steilheid en lineariteit ook als voorversterker voor kleine signalen.

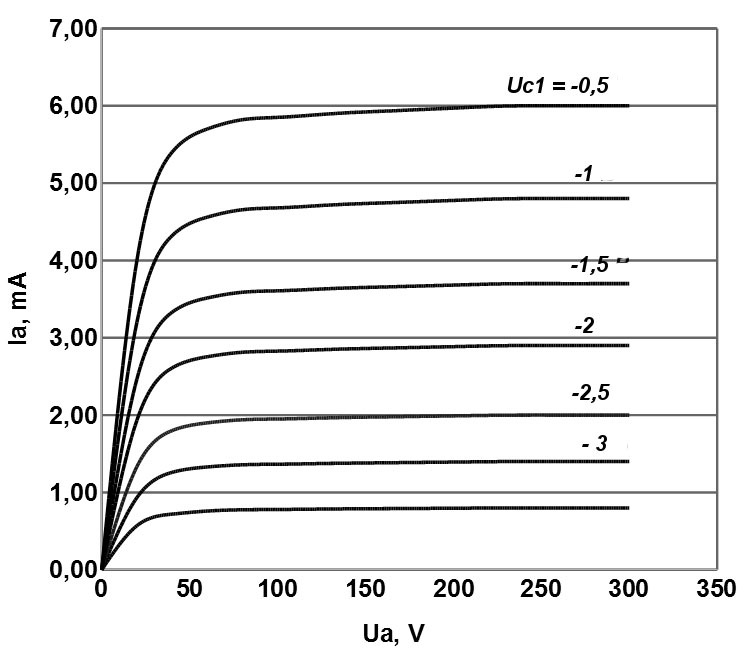
Karakteristiek van een pentode
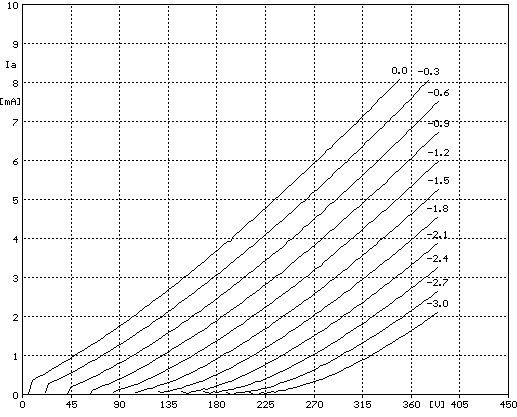
Ter vergelijking: karakteristiek van een triode

diode ·
triode ·
tetrode ·
pentode ·
hexode ·
heptode ·
octode ·
enneode

kathodestraalbuis ·
indicatorbuis ·
fotocel ·
fotomultiplicator ·
klystron ·
magnetron ·
lopende-golfbuis ·
geigerteller ·
gasontladingsbuis ·
thyratron ·
kwikdampgelijkrichter ·
ignitron